# Белый (Темрюкский район)
Бе́лый — хутор в Темрюкском районе Краснодарского края.
Входит в состав Краснострельского сельского поселения.

## Население
| 2002 | 2010  |
| ---- | ----- |
| 1939 | ↘1874 |

## Улицы
| - ул. Виноградная, - ул. Восточная, - ул. Гаражная, - ул. Дружбы, - ул. Западная, - ул. Космическая, - ул. Лермонтова, - ул. Луговая, | - ул. Мира, - ул. Молодёжная, - ул. Новая, - ул. Озёрная, - ул. Полевая, - ул. Пушкина, - ул. Центральная, - ул. Шоссейная, | - пер. Возрождения, - пер. Дружбы - пер. Пионерский, - пер. Садовый, - пер. Советский, - пер. Солнечный, - пер. Юбилейный. |